# Fayzabad (district)
Fayzabad est un district de la province de Badakhshan en Afghanistan. Sa population est estimée à 46 000 habitants.